# Bošnjačko nacionalno vijeće (Sjeverna Makedonija)
Bošnjačko nacionalno vijeće (BNV), najviše je predstavničko tijelo Bošnjaka u Sjevernoj Makedoniji.

## Povijest
Bošnjačko narodno vijeće na području Sjeverne Makedonije je osnovano 19. lipnja 2019. godine i čine ga udruge Merhamet, Preporod, Divanhana, Glas Orizara i Kulturni centar Bošnjaka. Osnovano je nakon jednogodišnje uspješne suradnje pomenutih udruga s ciljem popravljanja položaja 
bošnjačkog naroda u svim sferama društva u Sjevernoj Makedoniji. 
Bošnjaci su u Sjevernoj Makedoniji ustavno priznata etnička zajednica, pa zbog toga Bošnjačko narodno vijeće ima za cilj štititi, razvijati i promicati nacionalne, vjerske i kulturne interese bošnjačkog naroda u toj državi. Pored toga, Vijeće ima za cilj brinuti se za zaštitu kulturno-povijesnih spomenika bošnjačkog naroda u Sjevernoj Makedoniji, težeći očuvanju, afirmaciji i većoj službenoj i javnoj upotrebi bošnjačkog jezika i pisma u jedinicama središnje i lokalne vlasti, u obrazovnom procesu, kao i javnim servisima za informisanje. Vijeće se zalagaže i za veću zastupljenost Bošnjaka u državnim institucijama, te na unapređenju prekogranične suradnje.
Izmjenom zakona o praznicima Makedonije 8. veljače 2007. godine, u Skupštini Makedonije, 28. rujan (Dan kada su predstavnici bošnjačkog naroda na drugom Saboru u Sarajevu vratili svoje nacionalno ime Bošnjak) proglašen je za Međunarodni dan Bošnjaka, kao blagdan za pripadnike bošnjačke zajednice u Sjevernoj Makedoniji. Ovaj dan Bošnjačko nacionalno vijeće obilježava, i neradni je dan za Bošnjake u Sjevernoj Makedoniji. Ovaj dan slavi se i kao nacionalni dan Bošnjaka Kosova.
Bošnjačko nacionalno vijeće učestvuje u radu regionalnog Ureda za koordinaciju bošnjačkih vijeća sa sjedištem u Sarajevu. Ured za koordinaciju bošnjačkih vijeća čine predstavnička tijela i nacionalne institucije Bošnjaka iz zemalja bivše Jugoslavije, a osnovan je početkom 2018. godine.

## Vanjske poveznice
- Službena stranica Bošnjačkog nacionalnog vijeća